# Guerra dos Aimorés
A Guerra dos Aimorés foi um conflito entre colonizadores e ameríndios que ocorreu entre os anos de 1555 e 1673 nos territórios atuais da Bahia e do Espírito Santo. Foi resultado de conflitos iniciais de tentativa de escravização das populações indígenas e das entradas e bandeiras para extração e ocupação. Fernão de Sá, comandando a bandeira no território capixaba, lutava contra os aimorés, cujos hábitos nômades os espalhavam desde as bacias dos rios Jaguaripe e Paraguaçu aos atuais municípios de Ilhéus e Porto Seguro, ambos no Estado da Bahia. Os aimorés venceram o conflito e as feitorias do bandeirantes foram destruídas por volta de 1558.